# Corteccia orbitofrontale
La corteccia orbitofrontale (OFC, dall'inglese Orbitofrontal cortex) è una regione della corteccia prefrontale nei lobi frontali del cervello, coinvolta nell'elaborazione cognitiva del processo decisionale. Nei primati non umani è costituito dalle aree della corteccia associativa di Brodmann 11, 12 e 13; negli esseri umani consiste nelle aree 10, 11 e 47 di Brodmann.
L'OFC è considerata anatomicamente sinonimo della corteccia prefrontale ventromediale. Pertanto, la regione si distingue a causa delle distinte connessioni neurali e delle distinte funzioni che svolge. È definita come la parte della corteccia prefrontale che riceve le proiezioni dal nucleo mediale magnocellulare del talamo mediodorsale e si ritiene rappresenti la sede di emozione e ricompensa coinvolte nel processo decisionale. Prende il nome dalla sua posizione immediatamente sopra le orbite in cui si trovano gli occhi. Una considerevole variabilità individuale è stata trovata nell'OFC degli esseri umani. Un'area correlata si trova nei roditori.